# Kalývia Ílidos
Kalývia Ílidos (grec moderne : Καλύβια Ήλιδος) est un village de la partie nord du district municipal d'Amaliada, en Grèce. 

## Géographie
Il est situé près de la rive gauche du fleuve Pénée (Pinios), à 1 km au nord-est d'Avgeio, à 1 km à l'ouest d'Archaia Ilida (ancienne Elis), à 10 km au nord d'Amaliada et à 11 km au nord-est de Gastouni.

## Population
| Année | Population |
| ----- | ---------- |
| 1981  | 424        |
| 1991  | 429        |
| 2001  | 365        |
| 2011  | 435        |